# Tyranneau souris
Nesotriccus murinus
Espèce
Statut de conservation UICN

 LC  : Préoccupation mineure
Le Tyranneau souris (Nesotriccus murinus) est une espèce de passereau de la famille des Tyrannidae.

## Répartition et sous-espèces

Cet oiseau est représenté par deux sous-espèces selon la classification de référence du Congrès ornithologique international (version 14.1, 2024) :
- N. m. murina (von Spix, 1825) ;
- N. m. wagae (Taczanowski, 1884).